# Мичка Віктор Мартинович
Віктор Мартинович Мичка (1976—2023) — солдат національної гвардії України, учасник російсько-української війни.

## Життєпис
Народився 9 вересня 1976 року в селі Немовичі Сарненського району Рівненської області. Навчався у місцевій школі, по закінченню вступив до ДПТНЗ «Сарненський професійний аграрний ліцей», здобув професію тракториста. Після закінчення училища пройшов строкову військову службу. Після служби працював на пилорамі в селі Немовичі.
Призваний на військову службу 27 квітня 2023 року, проходив службу у національній гвардії України, в/ч 3017.
Загинув 21 вересня 2023 року в селі Роботине Запорізької області.

## Нагороди
- Орден «За мужність» III ступеня[1].